# Internacjonalizm
Internacjonalizm (łac. inter „między” + natio „naród”) – ideologia wyrażająca dążenie do równouprawnienia i współpracy wszystkich narodów. 

## Definicja internacjonalizmu w różnych ustrojach politycznych

### Definicja internacjonalizmu w III Rzeszy
Hitlerowcy głosili pogląd, że za propagowaniem internacjonalizmu stoją Żydzi, którym zależy na utworzeniu jednej wspólnoty ogólnoludzkiej, co byłoby im na rękę w realizowaniu handlu na nieograniczoną granicami skalę. Internacjonalizm miał też ułatwić Żydom głoszenie doktryn kulturowych i postaw życiowych, które prędzej czy później miały doprowadzać do umierania organizmów narodowych np. propagowanie sztuki niezwiązanej z życiem narodu, np. dadaizm, kubizm, uważanej za zdegenerowaną, w porównaniu do sztuki realistycznej, naturalnej, przez to zdrowej. Twierdzono również, że Żydzi skłaniając państwa do uznania doktryny internacjonalizmu, będą mogli łatwiej osiedlać się na terenach wszelkich krajów, a także narzucić narodom i całemu światu kult pieniądza i ekonomii, które były uznawane za typowo żydowskie.

### Definicja internacjonalizmu w komunizmie
Internacjonalizm jako doktryna ma w założeniu wzmacniać warstwę proletariatu, która występuje w każdym państwie. Ma też pomagać w integracji ruchów robotniczych. Komuniści zakładają, że narody w znaczeniu burżuazyjnym będą obumierały stopniowo i zostaną wymieszane, wtedy zanikną też wojny i antagonizmy narodowe, a klasa proletariatu uzyska międzynarodową supremację.

### Definicja internacjonalizmu w demokracjach kapitalistycznych
Internacjonalizm w demokracji kapitalistycznej ma wzmacniać poczucie tolerancji pomiędzy narodami, prowadzić do wymieszania się substratów narodowych, pomagać ma on w stworzeniu jednego organizmu ludzkiego niepodzielonego na narody czy rasy. Ma wzmacniać funkcjonowanie rynków bardzo rozszerzając zakres ich działania.